# 鳥居素川
鳥居 素川（とりい そせん、1867年8月3日（慶応3年7月4日） – 1928年（昭和3年3月10日）は、明治・大正期の日本のジャーナリスト、新聞記者。本名は赫雄（てるお）。別号に素卿、玄兎。肥後国熊本の生れ。

## 人物・生涯
1884年（明治17年）済々黌を卒業後、独逸協会専門学校に入学するが中途退学して、1886年（明治19年）荒尾精に同行して支那に渡り、上海の日清貿易研究所へ入学する。
1888年（明治21年）病気で中退して帰国、京都の新聞に寄稿して名を上げ、桜田文吾、天田愚庵と知り合い、陸羯南を紹介される。
1890年（明治23年）陸羯南が主宰していた日本新聞に入り、同郷の池辺三山と知り合う。当時保守主義の日本新聞と、同郷熊本出身の徳富蘇峰が率いる進歩主義の国民新聞が相対立して論戦を張っていた。
日清戦争が起こると、正岡子規と共に従軍記者として、戦地に特派され、通訳もしながら記事を日本へ送り、評価を高める。
大阪朝日新聞社主筆の池辺三山が東京朝日新聞主筆に就く時に、池辺は後任の大阪朝日新聞主筆に同郷の弟分である鳥居を推薦、1897年（明治30年）に鳥居は大阪朝日新聞編集局長に就任した。東京朝日主筆の三山と一致協力、朝日新聞の黄金時代を築く。
1901年（明治34年）7月から1903年（明治36年）5月までドイツ留学、日露戦争が開戦すると、従軍記者として現地特派される。鳥居の従軍記は単に戰の進行を書き表したり、戰場を弔うて成敗の跡を探ねるというような通り一辺倒の記事ではなく、傷病兵を訪問したり、俘虜に会って感想を聞いたり、後方勤務の苦労を調査した。「今度の戦はまず道路と戦わなければならなかった。」と朝鮮半島の劣悪な道路事情を詳細に伝え、「戦闘以外鴨緑江の戦い（日露戦争初の本格的陸戦）に於いて、先ず功績を記録すべきは輜重輸卒、同等以上の功績あるものは工兵である。」という記事は、戦地の軍人に感銘を与えた。
夏目漱石の『草枕』を読み感心したので、村山龍平社長に『草枕』を読んでもらい、池辺三山に相談して漱石の朝日入社を発議、1907年（明治40年）漱石を朝日新聞に迎えた。
1911年（明治44年）に英国国王ジョージ5世の戴冠式に朝日新聞社として参列、ドイツ、アメリカを取材して帰国する。
1912年（明治45年）に池辺三山が亡くなると、「池辺三山兄逝く。われ慟哭せざらんと欲するも得んや。」ではじまる『三山師兄を哭す』という題の追悼文を東京朝日新聞に掲載、読者に大きな反響を呼んだ。
東西の朝日両方の紙面を管轄、吉野作造と交流して民本主義を主張して、天下に率先して普通選挙制を提唱、大阪朝日新聞に河上肇、河田嗣郎、佐々木惣一、小川郷太郎、末広恭雄などの学者を寄稿させ、比叡山延暦寺で夏期講座を開催した。
第一次世界大戦後に自由主義、民主主義を主張、寺内正毅内閣を攻撃したことで、1918年（大正7年）に白虹事件で村山龍平社長が辞任したのを受けて退社、部下の長谷川如是閑、大山郁夫、丸山幹治、花田大五郎、櫛田民蔵、稲原勝治らも退社する。寄稿していた学者陣も一斉に朝日を去った。
朝日退社後、同郷の清浦奎吾らが外遊を勧めたが、1919年（大正8年）に部下だった長谷川如是閑、大山郁夫、丸山幹治、井口孝親、伊豆富人の5人と我等社を創立し、大阪で大正日日新聞を創刊する。しかし、一年足らずで大正日日新聞は瓦解した。この間、東京朝日新聞でも編集局長の松山忠二郎以下、多くの記者が退社した。
1925年（大正14年）1月に神戸港からドイツへ出発して10月に帰国、1927年（昭和2年）中国大陸へ渡り、蔣介石らと面会、7月の帰国後に大阪毎日新聞・東京日日新聞へ『支那は支那なり』を寄稿した。1928年（昭和3年）に同じ熊本県人の古城貞吉、狩野直喜（京都帝国大学教授）、中島為喜と素川の四人が中心となって、池辺三山の詩、画、文章を編集して、『三山遺芳』を刊行、3月10日に急性肺炎で亡くなった。

## 著書
- 『頬杖つきて』 政教社 1927
- 『支那は支那なり』 大阪毎日新聞社 1927
- 『松籟』 鳥居とも子 1928

## 関連書籍
- 芳賀栄造『明治大正筆禍史』、文行社、1924年
- 朝日新聞社編『五十年の回顧 : 大阪朝日新聞創刊五十周年記念』、朝日新聞社、1929年
- 菊池寛監修『日本英雄伝』第7巻、非凡閣、1936年
- 伊藤金次郎 . 伊豆富人 . 荒畑寒村『古島一雄 . 鳥居素川 . 堺利彦』、時事通信社、1962年
- 朝日新聞社『鳥居素川と寺内内閣 : 「朝日」に対抗した「大正日日新聞」』、朝日新聞社、1964年
- 新妻莞　『新聞人・鳥居素川 : ペン・剣に勝つ』、朝日新聞社、1969年
- 冨田啓一郎　『考証「鳥居素川」. 上』、共同体社、1998年
- 冨田啓一郎 『大正デモクラシーと鳥居素川 : 評伝』、熊本出版文化会館、2017年